# Харалампи Аничкин
 За българския актьор вижте Хари Аничкин.  
Харалампи Стоянов Аничкин (Паисий) е деец на Българската комунистическа партия. Участник в Съпротивителното движение по време на Втората световна война. Български партизанин от Кюстендилския партизански отряд.

## Биография
Харалампи Аничкин е роден на 30 януари 1918 г. в село Граница, Кюстендилско. Член на РМС от 1935 г. и на БКП от 1940. От 1934 г. е общ работник в София. От 1937 г. работи в нелегалната печатница на ЦК на РМС в София. След разкриването ѝ (декември 1937 г.) е осъден по ЗЗД. През декември 1939 г. е освободен и участва активно в дейността на софийската партийна организация. Привлича ремсисти, обезпечава въоръжаването на нелегални групи.
По указание на партията в началото на 1944 г. се завръща в родния си край заедно със съпругата си Гергана Аничкина. Участва в Съпротивителното движение по време на Втората световна война. Свързва се с Кюстендилския партизански отряд. Отговаря за Пиянечкия край, където организира широка мрежа от ятаци. Участва в акцията по запалването на общината в с.Берсин. С иззетата пишеща машина отпечатва стотици позиви и лозунги.
След разкриване на дейността му от полицията избягва при партизаните. По поръчение на околийското ръководство на партията, съгласувано с щаба на Кюстендилския партизански отред, поддьржа канала за Първа софийска народоосвободителна бригада. Заминава за планината Рила да установи връзка с Дупнишкия отряд, но е предаден и убит в престрелка с полицията в с. Таваличево.
След 9 септември 1944 г. на лобното му място в с. Таваличево е поставен паметен знак, в с. Граница бюст паметник, а в Кюстендил паметна плоча. На неговото име е наречена улица в Кюстендил и училището в с. Граница.